# Gerry Mikscha
Gerald „Gerry“ Mikscha (* 14. Juni 1971 in Klagenfurt) ist ein ehemaliger Politfunktionär der FPÖ. Von 1993 bis zum Jahr 2000 war er der Privatsekretär und Bundesgeschäftsführer von Jörg Haider und in dieser Zeit sein engster Mitarbeiter. Über ihn lernte Haider auch Saif Gaddafi kennen.

## Leben
Mikscha besuchte die Handelsakademie in Klagenfurt. Anfang der 1990er Jahre lernte er auf einem Tennisplatz in Kärnten Jörg Haider kennen und wurde bald darauf sein Freund und engster Mitarbeiter. 1993 machte Haider ihn zu seinem Privatsekretär. Sein Vorgänger in dieser Funktion, Karl-Heinz Grasser, war gerade zum Generalsekretär der FPÖ befördert worden. Mikscha trat nun in der Öffentlichkeit immer an Haiders Seite auf, bei Pressekonferenzen, bei Parteiveranstaltungen, bei Events, bei Marathonläufen oder bei Studienaufenthalten und Auslandsreisen. Er wurde von Politbeobachtern Haiders Buberlpartie zugerechnet, unterschied sich jedoch vom Habitus der anderen. Mikscha wurde als nachdenklich, ruhig und vertrauenswürdig beschrieben. Andreas Mölzer nannte ihn „die mit Abstand angenehmste Erscheinung in Jörg Haiders Umfeld“.
Neben seiner Tätigkeit als Privatsekretär besuchte Mikscha die Imadec Privatuniversität in Wien, wo er 1998 Saif al-Islam al-Gaddafi, den Sohn des libyschen Staatschef Muammar al-Gaddafi, kennenlernte, der dort ebenfalls studierte. Er machte diesen später mit Haider bekannt, der daraufhin eine rege Diplomatie mit Libyen begann. Im Mai 1999 reisten Haider und Mikscha sowie der Chef der Hypo-Alpe-Adria-Bank, Wolfgang Kulterer, nach Libyen und trafen dort Muammar al-Gaddafi. Haider trat sogar mit einer arabischsprachigen Rede im libyschen Fernsehen auf. Später wurden Gerüchte laut, Muammar al-Gaddafi hätte den dreien bei dieser Reise mehrere Millionen Dollar als Parteispende übergeben.
Bei den Nationalratswahlen 1999 verzeichnete die FPÖ starke Stimmengewinne. Jörg Haider machte in der Folge seinen Privatsekretär Gerry Mikscha zum Bundesgeschäftsführer der FPÖ. Es kam zu einer Regierungskoalition zwischen ÖVP und FPÖ unter Bundeskanzler Wolfgang Schüssel. Haider selbst blieb Landeshauptmann von Kärnten und trat im Februar 2000 überraschend von allen Bundesämtern zurück. Mikscha führte die Geschäfte der FPÖ bis Mai 2000.
Danach begleitete er Haider trotzdem noch einmal auf eine Libyen-Reise im Juni 2000, an der eine ganze Delegation Kärntner Wirtschaftstreibender teilnahm, darunter auch wieder Wolfgang Kulterer. Ziel soll dabei der Kauf von billigem Öl für Kärnten gewesen sein. Ein persönliches Treffen mit Muammar al-Gaddafi kam bei dieser Reise jedoch nicht zustande.
Nach seinem Ausscheiden aus der Politik trat Mikscha als „General Manager“ der im liechtensteinischen Vaduz registrierten Firma City Angels – Business Incubators auf. Ebenfalls in Vaduz registriert war die ihm zugerechnete Ateia AG, die pharmazeutische Sonnenkosmetik herstellte und vertrieb. Gemeinsam mit dem Börsenguru Mike Lielacher war Mikscha bis 2004 auch an der Firma Challenger One Management und Consulting GmbH beteiligt, die heute im Besitz von Karl-Heinz Petritz steht, ebenfalls ein ehemaliges Mitglied der Buberlpartie.
Trotz seines Rücktritts aus der Politik tauchte Mikscha vereinzelt wieder an der Seite Haiders auf, ein Mal nach dem Platzen der Schwarz-Blauen-Koalition im September 2002 und ein weiteres Mal bei einer gemeinsamen Libyenreise im Jahr 2003. Ein neues politisches Amt übernahm Mikscha jedoch nicht.
Im Jahr 2005 trat Mikscha als Konsulent eines saudischen Scheichs auf, der 500 Millionen Dollar in Österreich investieren wollte. Der Deal sollte über die Hypo-Alpe-Adria-Bank abgewickelt werden. Der Nationalratsabgeordnete Peter Fichtenbauer trat damals als Anwalt des Projekts auf. Als jedoch Sicherheitsbedenken der Nationalbank und der Staatspolizei geäußert wurden, platzte das Geschäft.
Berichte über geheime Haider-Konten in Liechtenstein im Jahr 2010 und eine Verwicklung von Mikscha haben sich nach Sonderermittlungen als falsch erwiesen. In mehreren Prozessen wurden Medien für die falschen Anschuldigungen verurteilt.